# Afundo

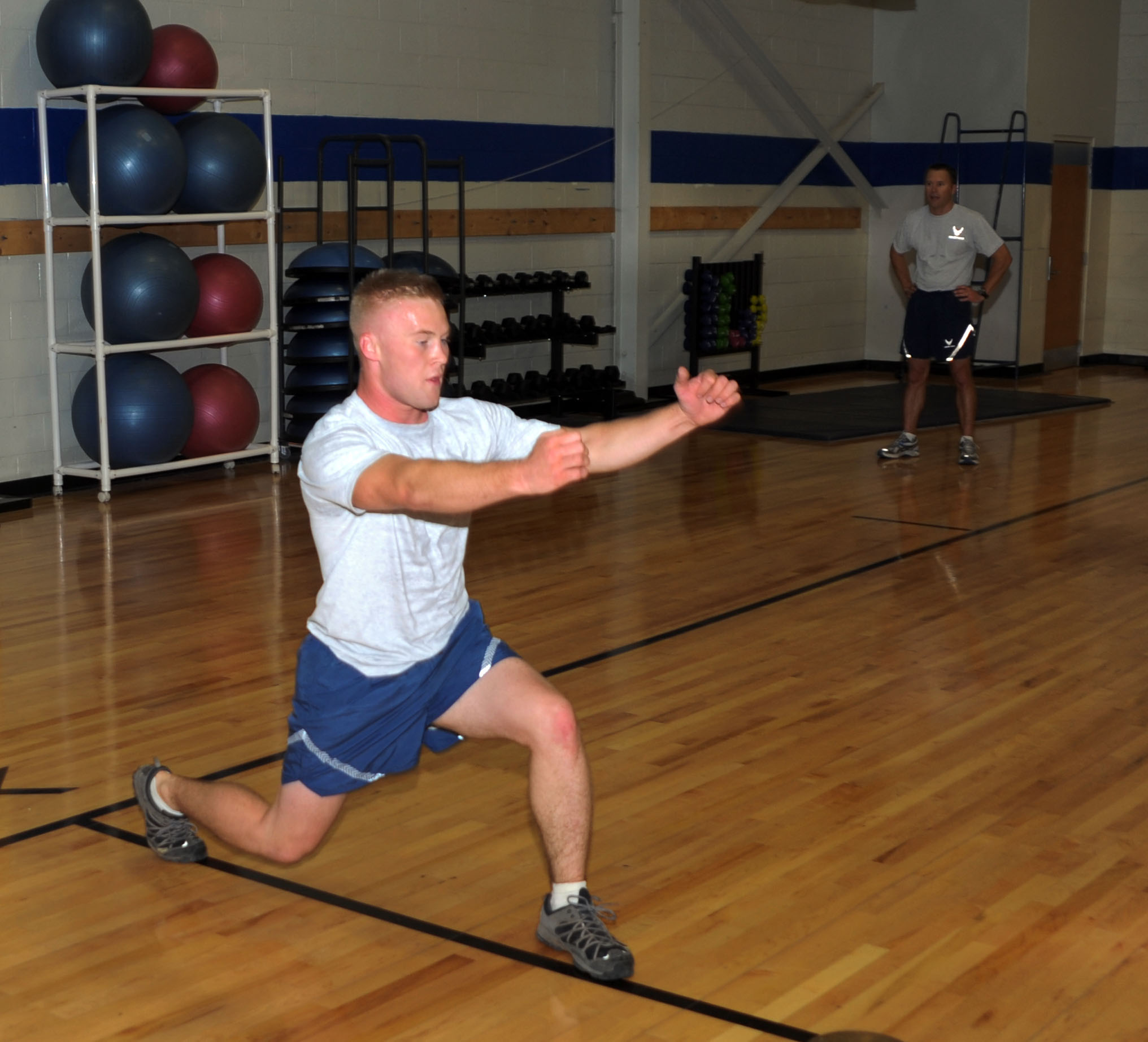
Um homem realizando um afundo

Um afundo pode se referir a qualquer posição do corpo humano em que uma perna é posicionada para frente com o joelho flexionado e o pé apoiado no chão, enquanto a outra perna está posicionada para trás. É usado por atletas no cross-training para esportes, por praticantes de musculação como um exercício de condicionamento físico e por praticantes de ioga como parte de um regime de asana.